# Percy Liza
Carlos Percy Liza Espinoza (* 10. April 2000 in Chimbote) ist ein peruanischer Fußballspieler. Der Mittelstürmer spielt derzeit bei Carlos A. Mannucci.

## Karriere

### Im Verein
Liza begann 2012 seine fußballerische Laufbahn und durchlief verschiedene Fußballschulen in Peru. 2018 wechselte er in die Jugendabteilung von Sporting Cristal und stieg dort 2019 in die zweite und 2021 in die erste Mannschaft auf. Sein Profidebüt in der ersten peruanischen Liga gab er beim 2:0-Auswärtssieg gegen Club Deportivo Universidad de San Martín de Porres am 8. November 2020. Im September 2022 wurde Liza nach Portugal an Marítimo Funchal verliehen, konnte sich dort aber nicht nachhaltig weiterempfehlen. In elf Ligaeinsätzen gelang ihm nur ein Treffer. Ende 2023 kehrte er nach Peru zurück und schloss sich dort Carlos A. Mannucci an, wo er seitdem tätig ist. 

### In der Nationalmannschaft
Am 20. November 2022 debütierte Liza für die peruanische Fußballnationalmannschaft, als er beim 1:0-Auswärtssieg gegen Bolivien zur Halbzeit für Álex Valera eingewechselt wurde. Seitdem folgte ein weiterer Kurzeinsatz gegen Marokko im März 2023. Seitdem wurde Liza bislang nicht mehr nominiert.